# Historiae animalium
Historiae animalium ('Geschiedenis van de dieren') is een 16e-eeuwse zoölogische encyclopedie van de hand van de Zwitserse natuurvorser Conrad Gesner (1516–1565). Het werd in Zürich gedrukt door Christoph Froschauer. Het werk werd in vijf delen uitgegeven, waarvan het laatste incomplete deel postuum verscheen. 
Het ruim 4500 pagina's tellende werk is de eerste bibliografie van natuurlijk-historische geschriften en bovendien het eerste moderne werk dat een poging deed om alle bekende dieren te beschrijven. Dankzij zijn nauwkeurige beschrijvingen wordt Gesner bezien als de belangrijkste grondlegger van de moderne zoölogie. Veel wetenschappelijke namen die Carl Linnaeus in zijn Systema naturae publiceerde zijn aan namen uit de Historiae animalium ontleend.

## Vooronderzoek

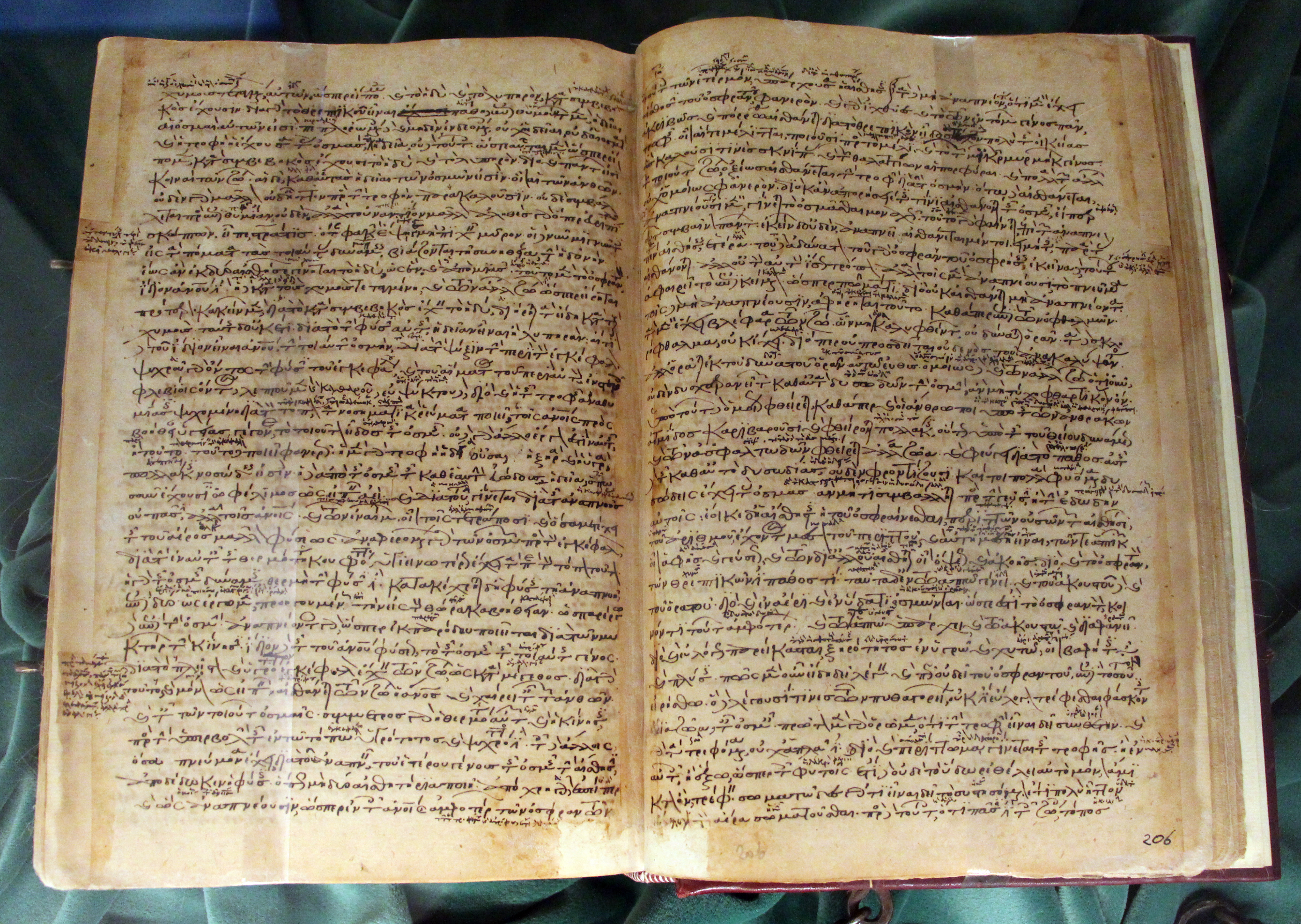
12e-eeuws exemplaar van Aristoteles' Historia animalium (Biblioteca Medicea Laurenziana, pluteo 87.4)

Conrad Gesner wilde met zijn werk een brug slaan tussen de klassieke en middeleeuwse kennis van het dierenrijk en de nieuwe inzichten. De titel ontleende hij van Aristoteles' Historia animalium, een van de bronnen waarop hij voortborduurde. Behalve de werken van Aristoteles raadpleegde Gesner onder andere de geschriften van Claudius Aelianus en Plinius de Oudere, de Hebreeuwse Bijbel, Egyptische hiërogliefen en het middeleeuwse bestiarium Physiologus. In totaal raadpleegde Gesner de werken van meer dan 80 Griekse en 175 Latijnse auteurs, alsook publicaties in het Duits, Frans en Italiaans. De Britse auteur Anna Pavord noemde hem dan ook "een eenmanszoekmachine, een 16e-eeuwse Google".
Gesner combineerde oude bronnen met zijn eigen bevindingen en die van anderen, om zo een zo compleet mogelijke beschrijving te kunnen geven van de natuurlijke historie van het dierenrijk. Tijdens zijn leven had Gesner tal van specimina en aantekeningen verzameld, zowel tijdens zijn reizen alsook door middel van correspondentie met vrienden en kennissen.

## Inhoud

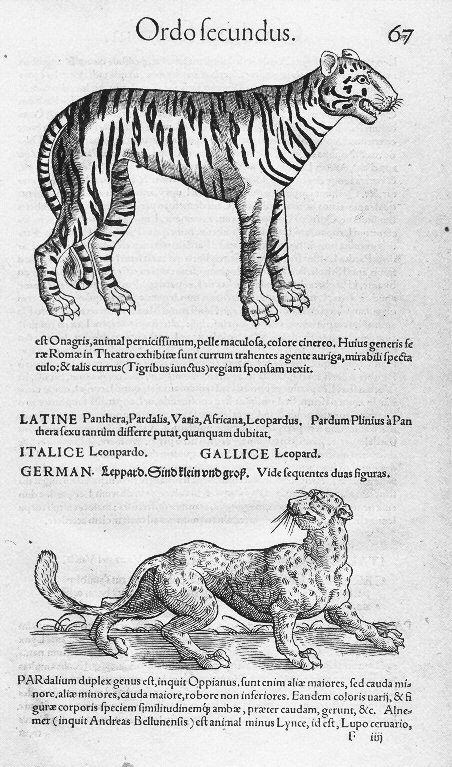
Tijger en luipaard in deel 1: Viviparous Quadrupeds

Historiae animalium geeft een Latijnse beschrijving van gewervelde dieren: zoogdieren, vogels, vissen, amfibieën en reptielen. Deze worden per deel gegroepeerd, waarbij Gesner dezelfde indeling hanteerde als Aristoteles' Historia animalium en Albertus Magnus' De animalibus:
- Quadrupedes vivipares (1551), levendbarende viervoeters;
- Quadrupedes ovipares (1554), eierleggende viervoeters;
- Avium natura (1555), vogels;
- Piscium & aquatilium animantium natura (1558), vissen;
- Serpentium natura (1587), slangen.

De vormgeving is in de traditie van het emblemataboek, die in de 16e eeuw in de mode kwam. Elk hoofdstuk bevat meerdere secties, die elk in detail een diersoort behandelen. Sommige gegevens, zoals de eigennamen, zijn in meerdere talen vermeld. Veel beschrijvingen zijn voorzien van een of meer illustraties, waaronder ook afbeeldingen van fossielen. 
Historiae animalium gaat diep in op de uiterlijke kenmerken en gedragingen van veel dieren, alsook eventuele rollen in de geschiedenis, mythologie, religie, literatuur en kunst.  Gesner was geïnteresseerd in de morele lessen die uit het leven van dieren konden worden getrokken en verwerkte een groot aantal hiervan in zijn werk. Ook het gebruik in medicijnen en voedingsmiddelen wordt behandelt.

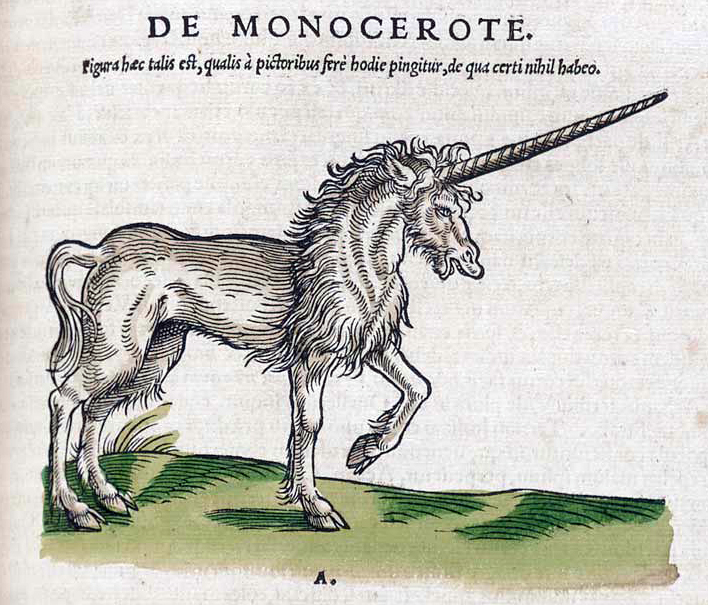
De eenhoorn

Historiae animalium beschrijft naast de in die tijd algemeen bekende dieren ook uitgestorven soorten en pas ontdekte soorten uit Indië, Noord-Europa en de Nieuwe Wereld. Het bevat bijvoorbeeld de eerste beschrijving van de bruine rat (Rattus norvegicus). Gesner maakte een onderscheid tussen feiten en misvattingen. Zijn werk beschrijft daarom ook een aantal fabeldieren uit bestiaria, zoals de eenhoorn, de basilisk en de zeemeermin. Gesner plaatste bij veel van deze wezens zijn vraagtekens en beargumenteerde waarom het onredelijk zou zijn om in het bestaan ervan te geloven. Hij introduceerde echter ook veel onjuistheden. Zo beweerde hij dat van alle wezens de olifant qua intelligentie en gevoelsleven het dichtst bij de mens staat.

### Illustraties
Gesners reeks was een van de eerste zoölogische werken die was voorzien van afbeeldingen en het eerste werk dat illustraties van fossielen bevat. Het werk was voor zijn tijd royaal geïllustreerd; 812 van de ruim 3000 pagina's tellende eerste vier delen waren voorzien van houtsnedes. Veel van deze illustraties tonen dieren in hun natuurlijke omgeving.
Lucas Schan, een kunstenaar uit Straatsburg, vervaardigde een groot deel van de illustraties. Hij baseerde deze voor een deel op de observaties van Gesner en andere onderzoekers. Daarnaast zijn ook tal van reeds bestaande afbeeldingen gebruikt, verzameld door Gesner zelf en door zijn vriend en leerling Felix Platter (1536-1614). Zo bevat Historiae animalium een kopie van een door Erhard Reuwich getekende giraffe, alsook een houtsnede van Albrecht Dürers Rhinocerus.

## Ontvangst
Conrad Gesner publiceerde tal van werken, maar zijn Historiae animalium bleek zijn meesterwerk. Daar Gesner protestants was, werden al zijn werken op de rooms-katholieke lijst van verboden boeken geplaatst. Desondanks was de Historiae animalium het meest gelezen natuurwetenschappelijke werk in de renaissance.

## Vertalingen

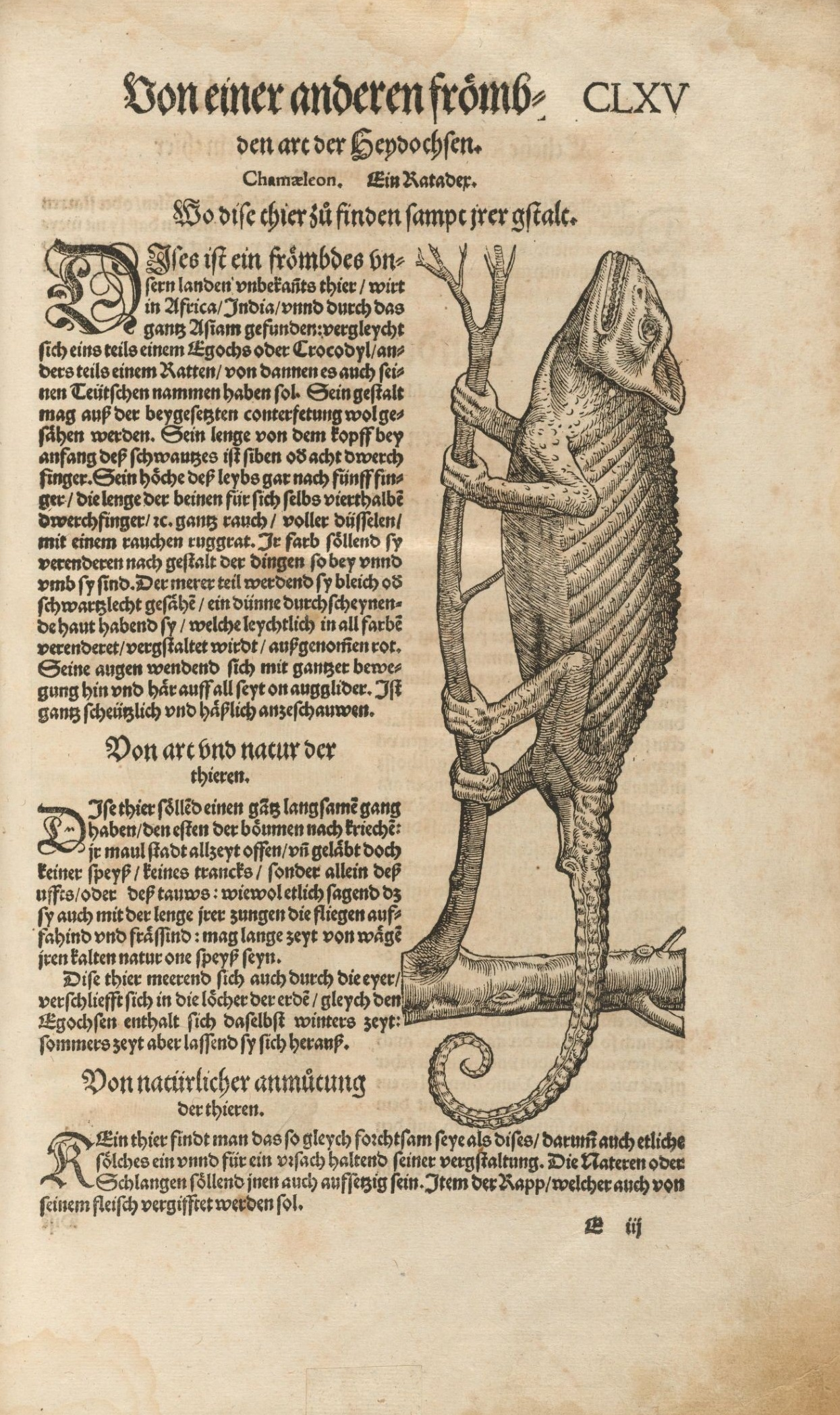
Kameleon in het Thierbuch (1563)

Na het succes van de Historiae animalium volgde in 1563 een verkorte Duitse uitgave, getiteld Thierbuch ('Dierenboek'). In Engeland verscheen in 1607 een Engelstalige bewerking hiervan, van de hand van Edward Topsell. Deze kreeg als titel Historie of foure-footed beastes ('Geschiedenis van viervoetige beesten').
In 1582 werd het derde deel van Historiae animalium in het Duits uitgegeven, getiteld Vogelbuch ('Vogelboek'). Een complete Duitse vertaling verscheen in 1670 onder de naam Allgemeines Thierbuch ('Algemeen Dierenboek'). Het bevat een zesde deel over insecten, waarvoor ongepubliceerde aantekeningen van Gesner werd gebruikt.